# Pac Citron
Le Pac Citron est un sirop (donc une boisson non alcoolisée) d'origine provençale, que l'on trouve principalement dans le Sud de la France.

## Usage
Le Pac citron se consomme allongé d'eau plate. Il est d'usage de le commander sous le nom de Pac à l'eau. Il peut également être allongé d'eau gazeuse ou de bière.